# Mary Ashton
Mary Michelle LaVolga Ashton - Gershey est une actrice américaine, née le 5 juin 1989 à New York.

## Biographie
Fille de John Ashton et de Mary Gershey, elle a doublé quelques voix pour les films d'animations dans les années 1990 - 2000.
Elle est, depuis novembre 2009, la compagne de Richard B. Ranki, un trader américain de New York.

## Filmographie
- 2011 : Un cœur à l'hameçon (Reel Love) de Brian K. Roberts (TV) : Mary Jo Calgrove
- 2017 : Le Grand jeu (Molly's Game) d'Aaron Sorkin : Tracy